# Gollum (browser)
Gollum is een webapplicatie die gebruikt wordt om door Wikipedia te bladeren. De webapplicatie werd geschreven in PHP en AJAX door de Duitse programmeur Harald Hanek. De webapplicatie, die eruitziet als een webbrowser, maakt navigeren gemakkelijker en sneller, omdat het alleen de inhoud weergeeft van het artikel. Gollum hoeft niet geïnstalleerd worden, omdat het wordt uitgevoerd vanaf een gewone browser. De adresbalk van Gollum is in feite een zoekbalk die de mogelijks bedoelde encyclopedische artikelen toont. 
Hoewel de site enkel beschikbaar is in het Engels en het Duits, is de grafische gebruikersomgeving vertaald in vele talen, waaronder het Nederlands. Links naar andere websites dan Wikipedia worden geopend in de lokaal geïnstalleerde browser.
Gollum wordt vrijgegeven onder de GPL. De laatste bètaversie is 1.02 en kwam uit in 2005.